# Danh sách tiểu hành tinh: 13101–13200
| Tên                 | Tên đầu tiên | Ngày phát hiện       | Nơi phát hiện          | Người phát hiện                      |
| ------------------- | ------------ | -------------------- | ---------------------- | ------------------------------------ |
| 13101 -             | 1993 FS10    | 19 tháng 3 năm 1993  | La Silla               | UESAC                                |
| 13102 -             | 1993 FU11    | 17 tháng 3 năm 1993  | La Silla               | UESAC                                |
| 13103 -             | 1993 FR12    | 17 tháng 3 năm 1993  | La Silla               | UESAC                                |
| 13104 -             | 1993 FV24    | 21 tháng 3 năm 1993  | La Silla               | UESAC                                |
| 13105 -             | 1993 FO27    | 21 tháng 3 năm 1993  | La Silla               | UESAC                                |
| 13106 -             | 1993 FV48    | 19 tháng 3 năm 1993  | La Silla               | UESAC                                |
| 13107 -             | 1993 FE59    | 19 tháng 3 năm 1993  | La Silla               | UESAC                                |
| 13108 -             | 1993 FD82    | 19 tháng 3 năm 1993  | La Silla               | UESAC                                |
| 13109 Berzelius     | 1993 JB1     | 14 tháng 5 năm 1993  | La Silla               | E. W. Elst                           |
| 13110 -             | 1993 LS1     | 15 tháng 6 năm 1993  | Siding Spring          | R. H. McNaught                       |
| 13111 Papacosmas    | 1993 OW1     | 23 tháng 7 năm 1993  | Palomar                | C. S. Shoemaker, D. H. Levy          |
| 13112 Montmorency   | 1993 QV4     | 18 tháng 8 năm 1993  | Caussols               | E. W. Elst                           |
| 13113 Williamyeats  | 1993 RQ5     | 15 tháng 9 năm 1993  | La Silla               | E. W. Elst                           |
| 13114 Isabelgodin   | 1993 SU4     | 19 tháng 9 năm 1993  | Caussols               | E. W. Elst                           |
| 13115 Jeangodin     | 1993 SU6     | 17 tháng 9 năm 1993  | La Silla               | E. W. Elst                           |
| 13116 Hortensia     | 1993 TG26    | 9 tháng 10 năm 1993  | La Silla               | E. W. Elst                           |
| 13117 Pondicherry   | 1993 TW38    | 9 tháng 10 năm 1993  | La Silla               | E. W. Elst                           |
| 13118 La Harpe      | 1993 UX4     | 20 tháng 10 năm 1993 | La Silla               | E. W. Elst                           |
| 13119 -             | 1993 VD4     | 11 tháng 11 năm 1993 | Kushiro                | S. Ueda, H. Kaneda                   |
| 13120 -             | 1993 VU7     | 4 tháng 11 năm 1993  | Siding Spring          | R. H. McNaught                       |
| 13121 Tisza         | 1994 CN9     | 7 tháng 2 năm 1994   | La Silla               | E. W. Elst                           |
| 13122 Drava         | 1994 CV9     | 7 tháng 2 năm 1994   | La Silla               | E. W. Elst                           |
| 13123 Tyson         | 1994 KA      | 16 tháng 5 năm 1994  | Palomar                | C. S. Shoemaker, D. H. Levy          |
| 13124 -             | 1994 PS      | 14 tháng 8 năm 1994  | Oizumi                 | T. Kobayashi                         |
| 13125 Tobolsk       | 1994 PK5     | 10 tháng 8 năm 1994  | La Silla               | E. W. Elst                           |
| 13126 -             | 1994 PT16    | 10 tháng 8 năm 1994  | La Silla               | E. W. Elst                           |
| 13127 -             | 1994 PN25    | 12 tháng 8 năm 1994  | La Silla               | E. W. Elst                           |
| 13128 -             | 1994 PS28    | 12 tháng 8 năm 1994  | La Silla               | E. W. Elst                           |
| 13129 -             | 1994 PC29    | 12 tháng 8 năm 1994  | La Silla               | E. W. Elst                           |
| 13130 -             | 1994 PW31    | 12 tháng 8 năm 1994  | La Silla               | E. W. Elst                           |
| 13131 -             | 1994 PL32    | 12 tháng 8 năm 1994  | La Silla               | E. W. Elst                           |
| 13132 -             | 1994 PO32    | 12 tháng 8 năm 1994  | La Silla               | E. W. Elst                           |
| 13133 -             | 1994 PL34    | 10 tháng 8 năm 1994  | La Silla               | E. W. Elst                           |
| 13134 -             | 1994 QR      | 16 tháng 8 năm 1994  | Oizumi                 | T. Kobayashi                         |
| 13135 -             | 1994 QX      | 31 tháng 8 năm 1994  | Uenohara               | N. Kawasato                          |
| 13136 -             | 1994 UJ1     | 25 tháng 10 năm 1994 | Kushiro                | S. Ueda, H. Kaneda                   |
| 13137 -             | 1994 UT1     | 16 tháng 10 năm 1994 | Kushiro                | S. Ueda, H. Kaneda                   |
| 13138 -             | 1994 VA      | 1 tháng 11 năm 1994  | Oizumi                 | T. Kobayashi                         |
| 13139 -             | 1994 VD2     | 3 tháng 11 năm 1994  | Nachi-Katsuura         | Y. Shimizu, T. Urata                 |
| 13140 Shinchukai    | 1994 VW2     | 4 tháng 11 năm 1994  | Kitami                 | K. Endate, K. Watanabe               |
| 13141 -             | 1994 WW2     | 30 tháng 11 năm 1994 | Oizumi                 | T. Kobayashi                         |
| 13142 -             | 1994 YM2     | 25 tháng 12 năm 1994 | Kushiro                | S. Ueda, H. Kaneda                   |
| 13143 -             | 1995 AF      | 2 tháng 1 năm 1995   | Oizumi                 | T. Kobayashi                         |
| 13144 -             | 1995 BJ      | 23 tháng 1 năm 1995  | Oizumi                 | T. Kobayashi                         |
| 13145 Cavezzo       | 1995 DZ1     | 27 tháng 2 năm 1995  | Cavezzo                | Cavezzo                              |
| 13146 Yuriko        | 1995 DR2     | 20 tháng 2 năm 1995  | Nanyo                  | T. Okuni                             |
| 13147 Foglia        | 1995 DZ11    | 24 tháng 2 năm 1995  | Cima Ekar              | M. Tombelli                          |
| 13148 -             | 1995 EF      | 1 tháng 3 năm 1995   | Ojima                  | T. Niijima, T. Urata                 |
| 13149 Heisenberg    | 1995 EF8     | 4 tháng 3 năm 1995   | Tautenburg Observatory | F. Börngen                           |
| 13150 Paolotesi     | 1995 FS      | 23 tháng 3 năm 1995  | San Marcello           | L. Tesi, A. Boattini                 |
| 13151 Polino        | 1995 OH      | 22 tháng 7 năm 1995  | Osservatorio Polino    | G. Iatteri                           |
| 13152 -             | 1995 QK      | 19 tháng 8 năm 1995  | Church Stretton        | S. P. Laurie                         |
| 13153 -             | 1995 QC3     | 31 tháng 8 năm 1995  | Oizumi                 | T. Kobayashi                         |
| 13154 Petermrva     | 1995 RC      | 7 tháng 9 năm 1995   | Modra                  | A. Galád, A. Pravda                  |
| 13155 -             | 1995 SB1     | 19 tháng 9 năm 1995  | Catalina Station       | T. B. Spahr                          |
| 13156 Mannoucyo     | 1995 SP3     | 20 tháng 9 năm 1995  | Kitami                 | K. Endate, K. Watanabe               |
| 13157 Searfoss      | 1995 TQ6     | 15 tháng 10 năm 1995 | Kitt Peak              | Spacewatch                           |
| 13158 -             | 1995 UE      | 17 tháng 10 năm 1995 | Sormano                | P. Sicoli, P. Ghezzi                 |
| 13159 -             | 1995 UW3     | 20 tháng 10 năm 1995 | Oizumi                 | T. Kobayashi                         |
| 13160 -             | 1995 US4     | 25 tháng 10 năm 1995 | Oizumi                 | T. Kobayashi                         |
| 13161 -             | 1995 UK6     | 27 tháng 10 năm 1995 | Oizumi                 | T. Kobayashi                         |
| 13162 -             | 1995 UK44    | 22 tháng 10 năm 1995 | Nyukasa                | M. Hirasawa, S. Suzuki               |
| 13163 Koyamachuya   | 1995 UC45    | 28 tháng 10 năm 1995 | Kitami                 | K. Endate, K. Watanabe               |
| 13164 -             | 1995 VF      | 1 tháng 11 năm 1995  | Oizumi                 | T. Kobayashi                         |
| 13165 -             | 1995 WS1     | 16 tháng 11 năm 1995 | Kushiro                | S. Ueda, H. Kaneda                   |
| 13166 -             | 1995 WU1     | 16 tháng 11 năm 1995 | Kushiro                | S. Ueda, H. Kaneda                   |
| 13167 -             | 1995 WC5     | 24 tháng 11 năm 1995 | Oizumi                 | T. Kobayashi                         |
| 13168 Danoconnell   | 1995 XW      | 6 tháng 12 năm 1995  | Haleakala              | AMOS                                 |
| 13169 -             | 1995 XS1     | 15 tháng 12 năm 1995 | Oizumi                 | T. Kobayashi                         |
| 13170 -             | 1995 YX      | 19 tháng 12 năm 1995 | Oizumi                 | T. Kobayashi                         |
| 13171 -             | 1996 AA      | 1 tháng 1 năm 1996   | Oizumi                 | T. Kobayashi                         |
| 13172 -             | 1996 AO      | 11 tháng 1 năm 1996  | Oizumi                 | T. Kobayashi                         |
| 13173 -             | 1996 AJ2     | 13 tháng 1 năm 1996  | Oizumi                 | T. Kobayashi                         |
| 13174 Timossi       | 1996 CT8     | 14 tháng 2 năm 1996  | Cima Ekar              | M. Tombelli, U. Munari               |
| 13175 -             | 1996 EB2     | 15 tháng 3 năm 1996  | Haleakala              | NEAT                                 |
| 13176 Kobedaitenken | 1996 HE1     | 21 tháng 4 năm 1996  | Yatsuka                | R. H. McNaught, H. Abe               |
| 13177 Hansschmidt   | 1996 HS11    | 17 tháng 4 năm 1996  | La Silla               | E. W. Elst                           |
| 13178 Catalan       | 1996 HF18    | 18 tháng 4 năm 1996  | La Silla               | E. W. Elst                           |
| 13179 Johncochrane  | 1996 HU18    | 18 tháng 4 năm 1996  | La Silla               | E. W. Elst                           |
| 13180 Fourcroy      | 1996 HV19    | 18 tháng 4 năm 1996  | La Silla               | E. W. Elst                           |
| 13181 Peneleos      | 1996 RS28    | 11 tháng 9 năm 1996  | La Silla               | Uppsala-DLR Trojan Survey            |
| 13182 -             | 1996 SO8     | 16 tháng 9 năm 1996  | La Silla               | Uppsala-DLR Trojan Survey            |
| 13183 -             | 1996 TW      | 5 tháng 10 năm 1996  | Sudbury                | D. di Cicco                          |
| 13184 Augeias       | 1996 TS49    | 4 tháng 10 năm 1996  | La Silla               | E. W. Elst                           |
| 13185 Agasthenes    | 1996 TH52    | 5 tháng 10 năm 1996  | La Silla               | E. W. Elst                           |
| 13186 -             | 1996 UM      | 18 tháng 10 năm 1996 | Catalina Station       | C. W. Hergenrother                   |
| 13187 -             | 1997 AN4     | 6 tháng 1 năm 1997   | Oizumi                 | T. Kobayashi                         |
| 13188 Okinawa       | 1997 AH5     | 3 tháng 1 năm 1997   | Chichibu               | N. Sato                              |
| 13189 -             | 1997 AF13    | 11 tháng 1 năm 1997  | Oizumi                 | T. Kobayashi                         |
| 13190 -             | 1997 BN1     | 29 tháng 1 năm 1997  | Oizumi                 | T. Kobayashi                         |
| 13191 -             | 1997 BP3     | 31 tháng 1 năm 1997  | Oizumi                 | T. Kobayashi                         |
| 13192 Quine         | 1997 BU5     | 31 tháng 1 năm 1997  | Prescott               | P. G. Comba                          |
| 13193 -             | 1997 CW      | 1 tháng 2 năm 1997   | Oizumi                 | T. Kobayashi                         |
| 13194 -             | 1997 CA1     | 1 tháng 2 năm 1997   | Oizumi                 | T. Kobayashi                         |
| 13195 -             | 1997 CG6     | 2 tháng 2 năm 1997   | Xinglong               | Beijing Schmidt CCD Asteroid Program |
| 13196 Rogerssmith   | 1997 CE8     | 1 tháng 2 năm 1997   | Kitt Peak              | Spacewatch                           |
| 13197 -             | 1997 DC      | 17 tháng 2 năm 1997  | Colleverde             | V. S. Casulli                        |
| 13198 Banpeiyu      | 1997 DT      | 27 tháng 2 năm 1997  | Kitami                 | K. Endate, K. Watanabe               |
| 13199 -             | 1997 EW25    | 3 tháng 3 năm 1997   | Nanyo                  | T. Okuni                             |
| 13200 Romagnani     | 1997 EQ40    | 13 tháng 3 năm 1997  | San Marcello           | L. Tesi, G. Cattani                  |